# Fucsien
Fujian kiejtéseⓘ (kínai: 福建, pinjin: Fújiàn, magyar átírás: Fucsien) a Kínai Népköztársaság egyik délkeleti tartománya. Északon Csöcsiang (Zhejiang), nyugaton Csianghszi (Jiangxi), délen Kuangtung (Guangdong) tartomány, keleten pedig a Tajvani-szoros határolja. Tartományi székhelye és legnagyobb városa Fucsou (Fuzhou).
A Kínai Népköztársaság a tartomány részének tekinti a Csinmen (Jinmen) és Macu (Mazu) szigetét, a gyakorlatban azonban ezeket a Kínai Köztársaság (Tajvan) irányítja.
A tartomány neve két városának, Fucsou (Fuzhou) és Csien’ou (Jian'ou) nevének összevonásából keletkezett.

## Történelem
A tartományt a legújabb korig nehezen járható hegyvidék választja el Kína többi részétől. Ezért sokáig helyi dinasztiák uralkodtak, amelyek azonban egyre szorosabb függésbe kerültek a környező erősebb kínai dinasztiáktól. Ezért nehezen adható meg az időpont, hogy mikortól tekinthető a kínai állam részének. Mindenesetre innen indultak ki Cseng Ho expedíciói. Akkoriban Quanzhou (Csüancsou) kikötője a világ legjelentősebb kikötői közé tartozott. A fejlődést azonban súlyosan akadályozták a japán kalózok és a kínai kormányzat gazdaságpolitikája. Több alkalommal is évtizedekre betiltották a tengeri kereskedelmet.
1689-ben Fucsien tartományhoz csatolták Tajvan szigetét. Ekkor indult meg Tajvan benépesülése kínaiakkal, többségük Dél-Fucsienből származott. Fucsien egyébként egész történelme során gyakran szolgált az északról - belháborúk és nomád támadások miatt - menekülők menedékéül, ugyanakkor némileg békésebb időszakokban sokan vándoroltak el innen jobb élet reményében.
Tajvan 1885-ben önálló tartomány lett, majd 1895-ben Japán gyarmata. Ekkor nyerte el Fucsien tartomány mai határait. A második világháború végéig erős japán befolyás érvényesült, de fejletlen vidék volt vasút nélkül, kevés műúttal. Gazdaságilag az 1970-es évek eleje óta felvirágzott, különösen a tengerparti területek. Ismét sok a bevándorló Kína középső és északi területeiről.

## Közigazgatás
Fucsien (Fujian) tartomány 9 prefektúrai szintű városra van felosztva:
- Fucsou (Fuzhou) (egyszerűsített kínai: 福州市; pinjin: Fúzhōu Shì; magyaros átírásban: Fucsou-se)
- Hsziamen (Xiamen) (厦门市 Xiàmén Shì, Hsziamen-se)
- Csangcsou (Zhangzhou) (漳州市 Zhāngzhōu Shì, Csangcsou-se)
- Csüancsou (Quanzhou) (泉州市 Quánzhōu Shì, Csuancsou-se)
- Szanming (Sanming) (三明市 Sānmíng Shì, Szanming-se)
- Putien (Putian) (莆田市 Pútián Shì, Putien-se)
- Nanping (南平市 Nánpíng Shì, Nanping-se)
- Lungjan (Longyan) (龙岩市 Lóngyán Shì, Lungjen-se)
- Ningtö (Ningde) (宁德市 Níngdé Shì, Ningtö-se)

## Népesség
| 2020 | 41 540 086 |

## Külső hivatkozások
- Fujian tartomány hivatalos honlapja
- Fujian tartomány térképe